# Konzentration (Chemie)

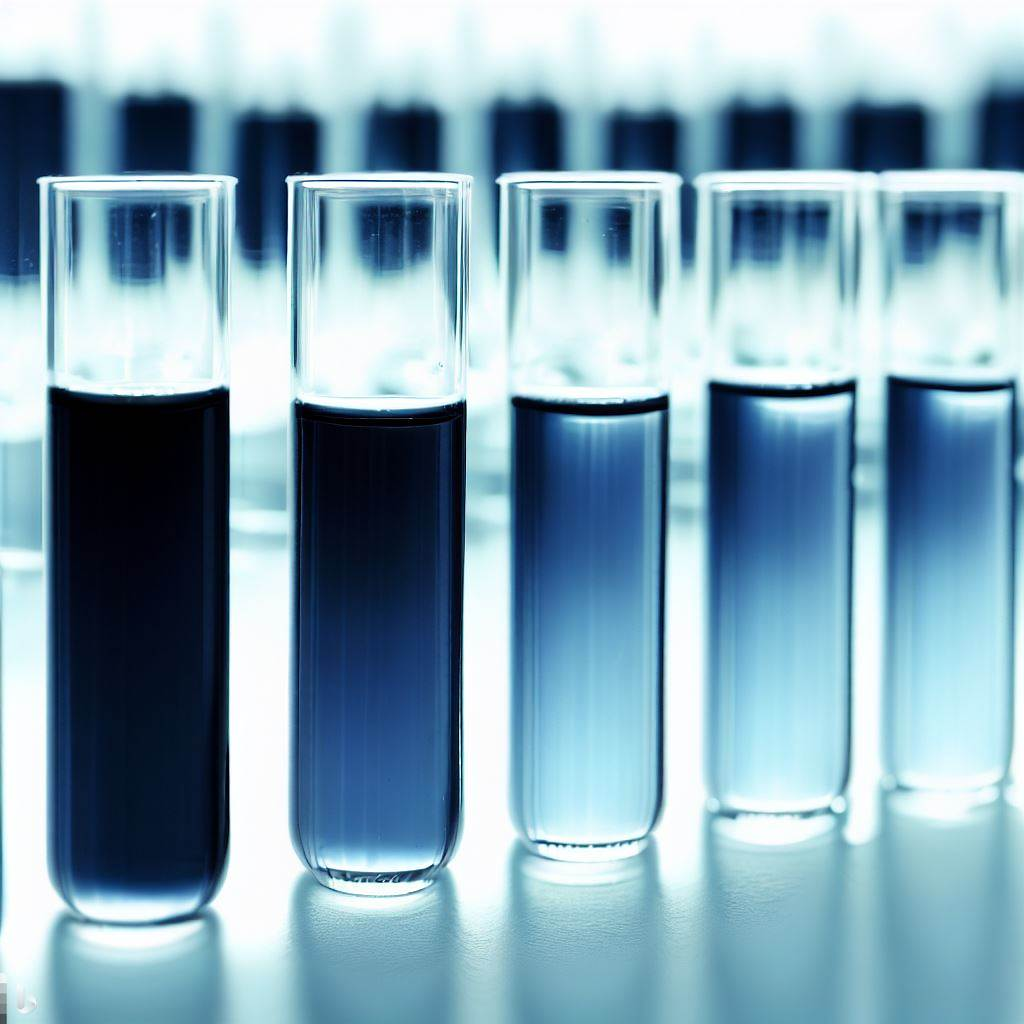
Reagenzgläser mit Flüssigkeit, in denen ein blauer Farbstoff in unterschiedlicher Konzentration gelöst ist. In dem Reagenzglas mit dunkelblauer Flüssigkeit (vorne) ist der blaue Farbstoff in hoher Konzentration gelöst. In den folgenden Reagenzgläsern ist der blaue Farbstoff in einer jeweils geringerer Konzentration gelöst (und gleichzeitig in geringerer Menge, da das Volumen etwa gleich ist). Bild ist AI-generiert.

Die Konzentration ist nach DIN 1310 eine Gehaltsangabe, die auf das Volumen des Gemisches bezogen ist. Die Konzentration gibt also an, wie viel von einem Stoff (dem betrachteten Solvat) in einem Vergleichsvolumen des Gemisches (Solvat und Solvens) vorhanden ist. Solvat und Solvens können verschiedene Aggregatzustände haben und damit kann das Gemisch mehrphasig sein; dann können Solvat und Solvens sogar aus dem gleichen Stoff sein. Neben dem betrachteten Solvat, für das die Konzentrationsangabe gemacht wird, können auch noch andere Solvate vorhanden sein. Das Solvens und das Solvat können also selbst Gemische sein. Die Konzentration eines Stoffes im Gemisch ist wegen unterschiedlicher Ausdehnungskoeffizienten temperaturabhängig.
Sehr geringe Konzentrationen werden als Spuren bezeichnet (zur Abgrenzung siehe Spurenelement).
In der Medizin gibt es auch die Bezeichnung Spiegel für die Konzentration eines Stoffs im Blut (Vollblutspiegel), Plasma (Plasmaspiegel) oder Serum (Serumspiegel).
Konzentrationsangaben:
- Die Stoffmengenkonzentration oder Molarität (sprachlich zu verwechseln mit Molalität): Stoffmenge des Solvates pro Volumen des Gemisches, Maßeinheit mol/l.
- Die Äquivalentkonzentration oder Normalität ist eine spezielle Form der Stoffmengenkonzentration; hierbei bezieht sich die Stoffmengeneinheit Mol auf Äquivalentteilchen[4], also auf virtuelle Bruchstücke realer Teilchen, um deren chemische Wertigkeit zu berücksichtigen, Maßeinheitl mol/l, veraltet val/l.
- Die Massenkonzentration: Definiert als Masse des Solvates pro Volumen des Gemisches, Einheit g/l.
- Die Volumenkonzentration: Definiert als Volumen des Solvates pro Volumen des Gemisches, Einheit l/l; nicht äquivalent zum Volumenanteil, der auf die Summe der Volumina aller Anteile bezogen wird.
- Die Teilchendichte oder auch Partikelkonzentration: Definiert als die Anzahl Teilchen oder Partikel pro Volumen des Gemisches, Einheit 1/l.

Diese Bezeichnungen für bezogene Größen als Quotienten aus Masse, Volumen, Stoffmenge oder Teilchenzahl eines Stoffes bezogen auf das Volumen des Gemisches, in dem sich der Stoff befindet, folgen der Norm DIN 5485 Benennungsgrundsätze für physikalische Größen; Wortzusammensetzungen mit Eigenschafts- und Grundwörtern.
Oft wird der Begriff Konzentration nicht sachgerecht benutzt im Sinne einer allgemeinen Gehaltsangabe, so dass unklar bleibt, ob Stoffmengenkonzentration,  Massenkonzentration oder Volumenkonzentration oder sogar auch ein Anteil gemeint ist. Ein Beispiel dafür ist, wenn in der Biochemie gelegentlich eine Konzentrationsangabe in Form eines Massenanteils in Flüssigkeiten mit der Prozentangabe % (m/V) angegeben wird, wobei näherungsweise für das Volumen eine Dichte von 1 g/ml angenommen wird. Eine Lösung von 1 % (m/V) enthält demnach 10 g/l (meistens eines Feststoffs), auch wenn die Dichte nach dem Lösungsvorgang meistens größer als 1 g/ml ist.